# Evangelion: 2.22 – You Can (Not) Advance.
Evangelion: 2.22 – You Can (Not) Advance. (jap. ヱヴァンゲリヲン新劇場版:破 Evangelion Shin-Gekijōban: Ha, dt. „Evangelion Neue Kinofassung: Mittelteil/Bruch“) ist der zweite Film der Reihe Rebuild of Evangelion zur Anime-Fernsehserie Neon Genesis Evangelion.
Der Film setzt die Handlung des ersten Films Evangelion: 1.11 – You Are (Not) Alone. basierend auf den Episoden 8 bis 19 der Fernsehserie fort, weicht dabei jedoch teilweise sehr deutlich von den dort etablierten Ereignissen ab.

## Handlung
In der zu NERV gehörenden Bethania-Basis in der Arktis kämpft Mari Illustrious Makinami mit der provisorischen Evangelion-Einheit 05 gegen den dritten Engel. Sie kann ihren Gegner schließlich besiegen, allerdings wird EVA-05 durch eine unmittelbar nach dem Fall des dritten Engels ausgelöste Explosion zerstört. Mari selbst kann sich mit der Pilotenkapsel des Evangelion in Sicherheit bringen.
In Japan besuchen Shinji Ikari und sein Vater Gendō gemeinsam das Grab von Shinjis Mutter Yui. Als Shinji und Misato Katsuragi, die ihn zu dem Treffen begleitet hat, auf dem Rückweg nach Neo Tokyo-3 sind, geraten sie mitten in den Kampf gegen den siebten Engel, der sich der Stadt nähert. Asuka Langley Shikinami, das gerade aus Europa eingetroffene Second Child, wird mit dem Evangelion Einheit 02 gegen den Engel zum Einsatz gebracht und kann ihn scheinbar mühelos besiegen. Nach dem Kampf übergibt Kaji Ryoji, der ebenfalls vor Kurzem in Neo Tokyo-3 eingetroffen ist, Gendō Ikari und dessen Stellvertreter Kōzō Fuyutsuki den aus der Bethania-Basis mitgebrachten Schlüssel des Nebukadnezar, der in der Lage sein soll, das Tor zur Vollendung der Menschheit zu öffnen.
Einige Zeit später begeben sich Gendō Ikari und Fuyutsuki zur Tabgha-Mondbasis, um sich von SEELEs Fortschritten bei der Konstruktion des mysteriösen EVA Mark.06 zu überzeugen. Während sie auf Landeerlaubnis für ihre Raumfähre warten, begegnen sie Kaworu Nagisa, dem designierten Piloten von Einheit 06, der ohne schützenden Raumanzug im freien Weltraum auf einem Finger des Evangelion sitzt.
Während Commander Ikari abwesend ist, nähert sich der achte Engel aus dem Weltall und droht gleich einer Bombe auf das NERV-Hauptquartier zu stürzen. Misato entwickelt eine Strategie, wonach alle drei Children mit ihren Evangelions gegen den Engel zum Einsatz kommen und ihn aufhalten sollen. Obwohl Asuka überzeugt ist, den Engel alleine besiegen zu können, gelingt die Vernichtung des Engels letztendlich nur durch die Zusammenarbeit aller drei Piloten. Bei dem Kampf werden EVA-00 und EVA-01 jedoch erheblich beschädigt.
Als einige Zeit später eine NERV-Außenstelle in den USA bei einem Testlauf des Evangelion-Prototypen Einheit 04 vollkommen zerstört wird, wird der ebenfalls in Nordamerika gebaute EVA-03 nach Japan gebracht, um dort mit Asuka als Pilotin die erste Aktivierung zu durchlaufen. Dabei stellt sich heraus, dass die Einheit vom neunten Engel übernommen wurde. Shinji soll den außer Kontrolle geratenen EVA-03 mit der inzwischen reparierten Einheit 01 zerstören, weigert sich jedoch, da er Asuka nicht gefährden will. Daraufhin lässt sein Vater Gendō das sogenannte Dummy-Plug-System aktivieren, mit dem Shinjis Evangelion vom NERV-Hauptquartier ferngesteuert werden kann. EVA-01 zerfetzt den übernommenen Evangelion-03 und zerquetscht dessen Pilotenkapsel. Asuka überlebt schwer verletzt. Nach diesem Erlebnis will Shinji NERV und Neo Tokyo-3 verlassen und nie wieder einen Evangelion steuern.
Bald darauf nähert sich der zehnte Engel. Mari, die vor einiger Zeit ebenfalls heimlich in Japan eingetroffen ist, kapert EVA-02 und stellt sich mit ihm dem Angreifer entgegen. Als der Evangelion schwer beschädigt dem Engel zu unterliegen droht, kommt ihm Rei mit dem noch nicht wieder voll einsatzbereiten EVA-00 zu Hilfe. Sie versucht den Engel aus nächster Nähe mit einer N2-Rakete zu zerstören, scheitert aber. Shinji, der in einem nahe gelegenen Schutzraum Zuflucht gesucht hat, wird Zeuge als EVA-00 von dem Engel assimiliert wird. Er fasst den Entschluss, Einheit 01 doch wieder zu steuern, um Rei zu retten. Zusammen mit seinem Evangelion, der sich einer erneuten Aktivierung mit dem Dummy-Plug-System verweigert hat, kann Shinji den Engel schließlich besiegen. Durch seinen festen Willen, Rei zu retten, ermöglicht Shinji es EVA-01, sich von den Fesseln zu befreien, die seine wahren Kräfte im Zaum halten sollten, und sich in ein höheres, gottgleiches Lebewesen zu verwandeln. Shinji kann Rei aus dem Kern des Engels befreien; sie, Shinji und der Evangelion verschmelzen miteinander und setzen damit den Third Impact in Gang.
Nach dem Abspann des Films steigt Kaworu Nagisa in EVA Mark.06 vom Himmel herab und durchbohrt EVA-01 mit einer Lanze; der Evangelion verwandelt sich in seine ursprüngliche Form zurück und der Third Impact ist vorerst abgewendet. Kaworu erklärt, dass er Shinji dieses Mal glücklich machen werde.

## Produktion und Veröffentlichung
Der Film wurde unter der Leitung von Hideaki Anno vom Studio Khara produziert, das von ihm speziell für die Produktion der Filmreihe Rebuild of Evangelion gegründet wurde. Anno, der auch das Drehbuch des Films verfasst hat, führte dabei unterstützt von Kazuya Tsurumaki und Masayuki Regie. Die Charaktere wurden wie bereits bei der Fernsehserie und dem Vorgängerfilm von Yoshiyuki Sadamoto entworfen, der auch den Manga zeichnete.
Seine Premiere in den japanischen Kinos hatte der Film am 27. Juni 2009; er wurde am ersten Wochenende in etwa 120 Kinos gezeigt. Diese Fassung des Films trug den englischen Untertitel Evangelion: 2.0 – You Can (Not) Advance. Die Deutschlandpremiere fand am 6. November 2009 im Rahmen des Asia Filmfests in München statt, wo der Film in japanischer Sprache mit englischen Untertiteln gezeigt wurde.
Eine überarbeitete Fassung mit dem Titel Evangelion: 2.22 – You Can (Not) Advance. wurde in Japan am 26. Mai 2010 auf DVD und Blu-ray Disc veröffentlicht. Im deutschsprachigen Raum erfolgte die Veröffentlichung dieser Filmfassung am 17. September 2010 durch Universum Anime auf DVD und Blu-ray Disc. Im deutschsprachigen Fernsehen wurde diese Fassung am 22. Juli 2012 durch den Sender Super RTL zum ersten Mal gezeigt, allerdings ohne Abspann und die darauf folgende Handlungsszene. Die Wiederholung am 4. August 2012 zeigte zwar nicht den Abspann, aber die darauf folgende Handlungsszene.

### Synchronisation
Die erste deutsche Sprachfassung des Films wurde vom Berliner Synchronstudio Deutsche Synchron erstellt. Hierfür wurden zum Großteil wieder die bereits beim Vorgängerfilm eingesetzten Sprecher verpflichtet. Eine Ausnahme stellt Uli Krohm (Kōzō Fuyutsuki) dar, der den im September 2009 verstorbenen Hans-Werner Bussinger ersetzt. Amazon ließ 2021 bei Arena Synchron eine neue Synchronfassung des Filmes anfertigen, wobei mit wenigen Ausnahmen die gleichen Sprecher wie in der ersten Synchronfassung zu hören sind. Wenn möglich, hat man die Sprecher der Ursprungsserie wiederverwendet, die in der ersten Fassung von 1.11 teilweise nicht verfügbar waren.
| Rolle                     | Japanischer Sprecher (Seiyū) | Deutscher Sprecher | Deutscher Sprecher |
| Rolle                     | Japanischer Sprecher (Seiyū) | DVD (2010)         | Amazon (2021)      |
| ------------------------- | ---------------------------- | ------------------ | ------------------ |
| Shinji Ikari              | Megumi Ogata                 | Hannes Maurer      | Hannes Maurer      |
| Asuka Langley Shikinami   | Yūko Miyamura                | Julia Ziffer       | Julia Ziffer       |
| Ritsuko Akagi             | Yuriko Yamaguchi             | Peggy Sander       | Peggy Sander       |
| Gendō Ikari               | Fumihiko Tachiki             | Erich Räuker       | Erich Räuker       |
| Kōzō Fuyutsuki            | Motomu Kiyokawa              | Uli Krohm          | Uli Krohm          |
| Tōji Suzuhara             | Tomokazu Seki                | Julien Haggège     | Julien Haggège     |
| Kensuke Aida              | Tetsuya Iwanaga              | Gerrit Schmidt-Foß | Gerrit Schmidt-Foß |
| Lorenz Keel               | Mugihito                     | Horst Lampe        | Horst Lampe        |
| Rei Ayanami               | Megumi Hayashibara           | Samia Little Elk   | Marie Bierstedt    |
| Misato Katsuragi          | Kotono Mitsuishi             | Gundi Eberhard     | Julia Kaufmann     |
| Mari Illustrious Makinami | Maaya Sakamoto               | Jennifer Weiß      | Lea Kalbhenn       |
| Kaworu Nagisa             | Akira Ishida                 | Robin Kahnmeyer    | Robin Kahnmeyer    |

### Musik
Die Musik des Films wurde von Shirō Sagisu komponiert. Neben den neuen epischen Stücken greift er dabei auf bekannte Musikthemen aus der Fernsehserie zurück und verwendet auch seine Arbeit zu Kare Kano wieder. Der Soundtrack erschien am 8. Juli 2009 als Einzel-CD mit 36 Titeln aus dem Film und als Doppel-CD, die zusätzlich 23 ungeschnittene Liedfassungen enthält.
Der Titel im Abspann ist Beautiful World -PLANiTb Acoustica Mix- von Hikaru Utada.

## Rezeption
In Japan spielte der Film an den ersten beiden Tagen über 500 Millionen Yen ein. Er wurde insgesamt von 2,9 Millionen Kinogängern gesehen und nahm 4 Milliarden Yen ein, wodurch er Platz 8 der Jahresendauswertung 2009 erreichte.
Für Evangelion:2.22 – You Can (Not) Advance. vermeldete der Distributor King Records 450.000 Vorbestellungen für die Blu-ray- und 350.000 für die DVD-Fassung. Allein am Erscheinungstag wurden 124.000 DVDs und 195.000 Blu-rays verkauft, wodurch der bisherige Rekordhalter Michael Jackson’s This Is It mit 122.000 Blu-rays am ersten Tag verdrängt wurde.
Bei der Ausstellung Proto Anime Cut, die vom 21. Januar bis 6. März 2011 im Künstlerhaus Bethanien in Berlin stattfand, wurden eine Vielzahl von Entwürfen und Standbildern des Films ausgestellt. Für das Frühjahr 2012 ist eine Europatournee geplant.